# Богдашкино (Цильнинський район)
Богдашкино (рос. Богдашкино) — село в Цильнинському районі Ульяновської області Російської Федерації.
Населення становить 968 осіб. Входить до складу муніципального утворення Алгашинське сільське поселення.

## Історія
Від 2004 року входить до складу муніципального утворення Алгашинське сільське поселення.

## Населення
| 2010 |
| ---- |
| 968  |